# Melinopterus villarreali
Melinopterus villarreali är en skalbaggsart som beskrevs av Baraud 1975. Melinopterus villarreali ingår i släktet Melinopterus och familjen Aphodiidae. Inga underarter finns listade i Catalogue of Life.